# Nils Cederstierna
Nils Rune Cederstierna, född 7 juli 1964, är en svensk jurist som var lagman i Eskilstuna tingsrätt från 2019 till 2022 och är lagman i Västmanlands tingsrätt från 2022.
Cederstierna tjänstgjorde i Justitiedepartementet och Försvarsdepartementet från 1996 till 2016. Han utnämndes 27 mars 2016 till chefsrådman i Nacka tingsrätt och utnämndes 24 januari 2019 till lagman i Eskilstuna tingsrätt och 15 september 2022 till lagman i Västmanlands tingsrätt.